# リラックス (腕時計)
リラックス（RELAX）とは、株式会社シンシアが設立した腕時計ブランドである。

## 概要
スイスの高級時計メーカーロレックスのパロディブランドとして設立されたため、発売当初は王冠の一部が折れ曲がったロゴを用い、デザインもロレックスの腕時計に準じたものだった。パロディ腕時計として所ジョージにより知名度が向上したものの、その後王冠ロゴ等のパロディデザインを廃し、日本製ムーブメントである事を目玉とするなど、独自色を強めている。

## 沿革
2006年設立の株式会社シンシアにより、2007年5月に自社ブランドとして販売が開始された。
2008年4月にカジュアルラインであるRELAX PLUSを発売。これまでの硬いデザインとは異なったやさしさをモチーフとしたカラフルなシリーズであり、2009年12月にはヱヴァンゲリヲン新劇場版:破とのコラボモデル、「RADIO EVA 034 DAYKEEPER RELAX PLUS PLUGSUITS EDITION」が発売されている。